# 里弗本德 (北卡羅萊納州)
里弗本德（英語：River Bend）是一個位於美國北卡羅萊納州克雷文縣的城鎮。

## 人口
根據2020年美國人口普查的數據，里弗本德的面積為7.31平方千米，當中陸地面積為6.43平方千米，而水域面積為0.92平方千米。當地共有人口2902人，而人口密度為每平方千米397人。